# Амбидзе, Бахва Карлович
Бахва Карлович Амбидзе (груз. ბახვა კარლოს ძე ამბიძე; 4 декабря 1967) — советский и грузинский футболист, выступавший на позициях полузащитника и нападающего.

## Биография
Воспитанник футбольной школы «Динамо» Тбилиси, тренеры О. Гегечкори, Р. Гагуа. В 1985 году Амбидзе провёл две игры за молодёжную команду «Динамо», но затем два года находился без клуба. Вернулся в футбол в 1988 году, став игроком тбилисского «Локомотива», в составе которого и дебютировал на профессиональном уровне, сыграв 3 игры во второй лиге СССР. В 1989 году перешёл в другой клуб лиги «Шевардени», где провёл 41 матч и забил 8 голов.
В 1990 году грузинские клубы вышли из чемпионата СССР, организовав отдельный чемпионат, и первый сезон в новом турнире Амбидзе отыграл за команду «Санавардо». В дальнейшем выступал за другие грузинские клубы, а в 1997 году впервые отправился за границу, в клуб из чемпионата Израиля «Хапоэль» (Кфар-Сава), за который сыграл 12 матчей и забил 4 гола, но спустя полгода вернулся в Грузию, в тбилисский «Мерани». В 2000 году перешёл в астраханский «Волгарь», где сыграл 7 матчей и забил гол в первом дивизионе России, но вскоре снова вернулся в Грузию. В 2001 году был игроком клуба «Сиони», в 2002 году выступал на Кипре за клуб АЕЛ Лимасол, а последним клубом в его карьере стал казахстанский «Батыс». Завершил карьеру в 2003 году.